# Port-Vendres
Port-Vendres – miejscowość i gmina we Francji, w regionie Oksytania, w departamencie Pireneje Wschodnie.
Według danych na rok 1990 gminę zamieszkiwało 5370 osób, a gęstość zaludnienia wynosiła 364 osoby/km² (wśród 1545 gmin Langwedocji-Roussillon Port-Vendres plasuje się na 53. miejscu pod względem liczby ludności, natomiast pod względem powierzchni na miejscu 539.).

## Zabytki
Zabytki na terenie gminy posiadające status monument historique:
- Feu métallique du môle
- Fort de la Mauresque
- Monument aux morts de Port-Vendres
- latarnia na przylądku Béar (Phare du cap Béar)

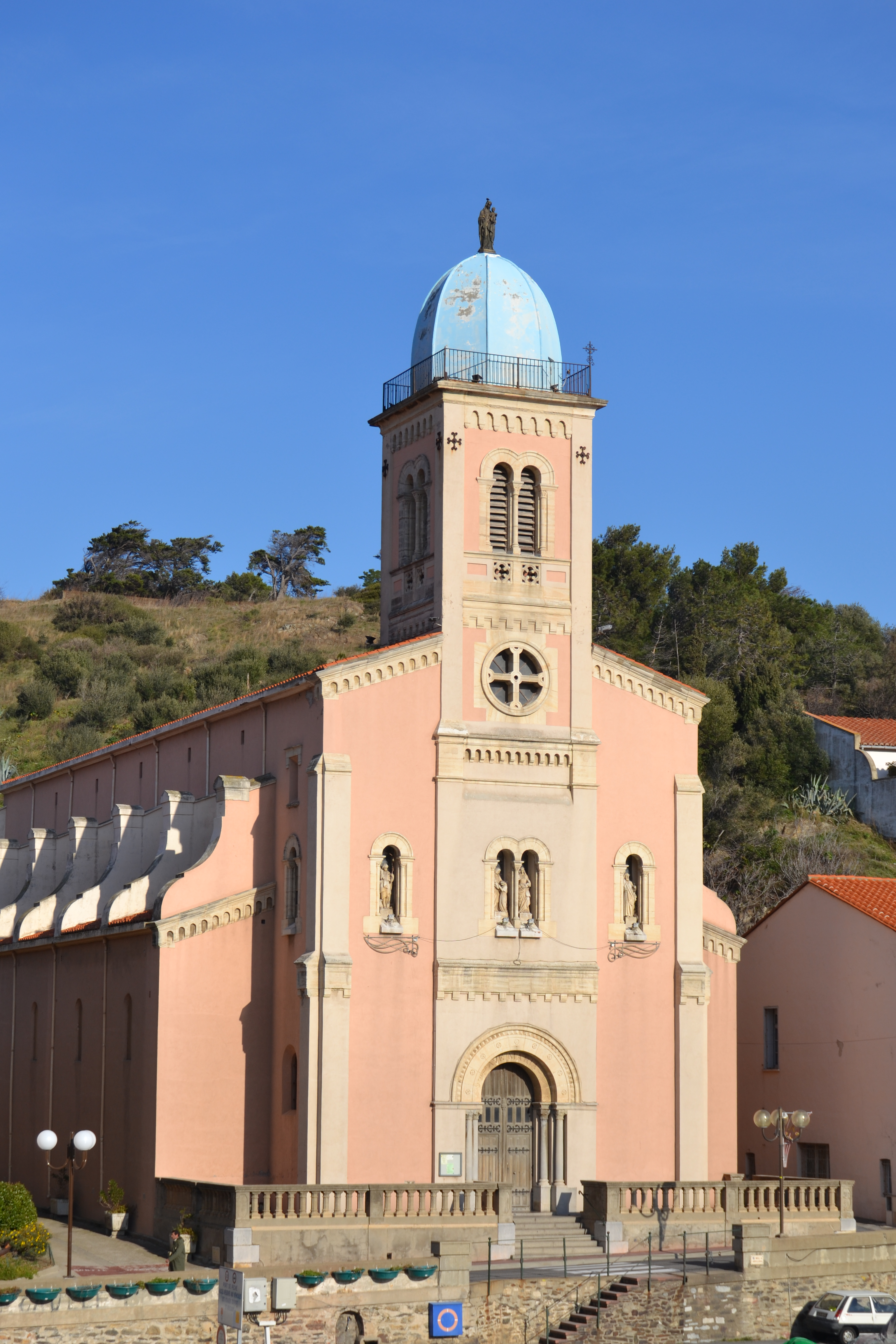
Kościół w Port-Vendres, 2011

- Place de l'Obélisque
- Redoute Béar
- Redoute du Fanal
- Redoute de Mailly

## Populacja

Populacja Port-Vendres w latach 1962–2008